# 982
| Calendário gregoriano                                                        | 982 CMLXXXII                                         |
| Ab urbe condita                                                              | 1735                                                 |
| Calendário arménio                                                           | 431 – 432                                            |
| Calendário bahá'í                                                            | -862 – -861                                          |
| Calendário budista                                                           | 1526                                                 |
| Calendário chinês                                                            | 3678 – 3679 Início a 28 de janeiro (aproximadamente) |
| Calendário copta                                                             | 698 – 699                                            |
| Calendário etíope                                                            | 974 – 975                                            |
| Calendários hindus - Vikram Samvat - Calendário nacional indiano - Cáli Iuga | 1037 – 1038 903 – 904 4082 – 4083                    |
| Calendário Holoceno                                                          | 10982                                                |
| Calendário islâmico                                                          | 371 – 372                                            |
| Calendário judaico                                                           | 4742 – 4743                                          |
| Calendário persa                                                             | 360 – 361                                            |
| Calendário rúnico                                                            | 1232                                                 |
| Calendário solar tailandês                                                   | 1525                                                 |

982 (CMLXXXII na numeração romana) foi um ano comum do século X do Calendário Juliano, da Era de Cristo, teve início a um domingo e terminou também a um domingo, a sua letra dominical foi A (52 semanas).
No  território que viria a ser o reino de Portugal estava em vigor a Era de  César que já contava 1020 anos.
| Ano completo                    |
| ------------------------------- |
| Ano comum com início ao domingo |

## Eventos
- Érico, o Vermelho funda a colónia viquingue da Groenlândia.
- Bermudo II de Leão é eleito pelos condes galegos e ungido em Santiago de Compostela.

## Nascimentos
- Ema da Normandia, rainha consorte de Inglaterra (data provável)
- Guilherme II da Provença, conde de Arles, Provença m. 1018.